# کرکرق
کرکرق روستایی است که در استان اردبیل، شهرستان اردبیل، بخش مرکزی، دهستان کلخوران قرار دارد.

## جمعیّت
بر اساس سرشماری سال ۱۳۸۵ جمعیّت این روستا ۱۳۹۳ نفر با ۳۰۸ خانوار بوده‌است.

## موقعیت جغرافیایی
کرکرق روستایی است که در استان اردبیل، شهرستان اردبیل، بخش مرکزی، دهستان کلخوران قرار دارد.
کرکرق سال‌ها قبل به عنوان استراحتگاه یکی از طوایف مفانلوها بوده که در زمان کوچ آنهااز قشلاق به ییلاق‌های دامنه سبلان استفاده می‌گردیده‌است. باگذشت زمان عده‌ای ازآنها در این محل ساکن شده‌اند و آنجا را تبدیل به یک روستا کرده‌اند.
شغل اکثریت اهالی کشاورزی و دامداری می‌باشد.
استادیوم ۲۰ هزار نفری علی دایی در زمین‌های این روستا قرار دارد.
این روستا یکی از زیباترین مناطق و مناظر بکر طبیعی را داراست

## افراد مشهور
- سعید محمدپور وزنه‌بردار المپیکی تیم ملی جمهوری اسلامی ایران[نیازمند منبع]

## زیارتگاه کرکرق
در داخل این زیارتگاه قبور متبرکه چهار تن سه قبر در یک ضلع و در امتداد هم و قبر دیگر در ضلع مقابل و در همان امتداد قرار گرفته‌است که متأسفانه هویت و تاریخچه آرمیدگان این زیارتگاه بر مردم روستا دقیقاً مشخص نمی‌باشد. بنای زیارتگاه در سال ۱۳۶۶ ه‍.ش توسط اهالی روستا مرمت گردیده‌است. ابعاد کلی بنا۹*۴ متر است که ورودی اصلی آن به سمت قبله می‌باشد. در ضلع جنوبی زیارتگاه ایوانی سرتاسری قرار دارد که با دو پنجره نور مورد نیاز فضای داخل را تأمین می‌نماید.